# Juan de Urbieta
Juan de Urbieta Berástegui y Lezo (Hernani, ¿? - id., 22 de agosto de 1553) fue un militar español, hombre de armas y capitán de caballería guipuzcoano que alcanzó gran fama y notoriedad por haber hecho prisionero al rey Francisco I de Francia, junto con el gallego Alonso Pita da Veiga y el granadino Diego Dávila, en la batalla de Pavía librada entre españoles y franceses en la mañana del 24 de febrero de 1525.

## Batalla de Pavía
Deshecha la caballería francesa por la caballería hispano-imperial y el crucial apoyo de los arcabuceros españoles enviados por el Marqués de Pescara, el rey de Francia huía a caballo cuando tres hombres de armas españoles le alcanzaron para prenderle. Le mataron el caballo y lo derribaron a tierra. Fueron el vasco Juan de Urbieta, el gallego Alonso Pita da Veiga y el granadino Diego Dávila. Pita da Veiga le tomó la manopla izquierda de su arnés y una banda de brocado que traía sobre las armas, con cuatro cruces de tela de plata y un crucifijo de la Veracruz, Diego Dávila le arrebató el estoque y la manopla derecha. Caído el rey en tierra, se apearon Urbieta y Pita da Veiga, le alzaron la vista, y él dijo que era el rey que no lo matasen.
"(...) y allegado yo (Alonso Pita da Veiga) por el lado yzquierdo le tomé la manopla y la banda de brocado con quatro cruces de tela de plata y en medio el cruçifixo de la veracruz que fue de carlomanno y por el lado derecho llegó luego Joanes de orbieta y le tomó del braço derecho y diego de ávila le tomó el estoque y la manopla derecha y le matamos el caballo y nos apeamos Joanes e yo y allegó entonces Juan de Sandobal y dixo a diego de ávila que se apease e yo le dixe que donde ellos e yo estábamos no eran menester otro alguno y preguntamos por el marqués de pescara para se lo entregar y estando el Rey en tierra caydo so el caballo le alçamos la vista y él dixo que era el Rey que no le matásemos y de allí a media ora o más llegó el viso rey que supo que le teníamos preso y dixo que el era viso Rey y que él avía de tener en guarda al Rey e yo le dixe que el Rey era nuestro prisionero y que él lo tubiese en guarda para dar quenta del a su magestad y entonçes el viso Rey lo llebantó y llegó allí monsiur de borbón y dixo al Rey en francés aquí está vuestra alteza y el Rey le Respondió vos soys causa que yo esté aquí y mosiur de borbón respondió vos mereçeys vien estar aquí y peor de los que estays y el viso Rey Rogó a borbón que callase y no halase más al Rey/ y el Rey cabalgó en un quartago Ruçio y lo querían llebar a pavía y el dixo al viso rey que le Rogaba que pues por fuerça no entrara en pavía que aora lo llebasen al monesterio donde él abía salido (...)".

## Fama y honores
Urbieta obtuvo fama y honores a raíz de aquel suceso. El emperador Carlos I concedió a Urbieta un escudo de armas y un diploma acreditando sus méritos. Fue ascendido a capitán de caballería y obtuvo los títulos de caballero de la Orden de Santiago y Contino de Su Majestad. Por otro lado, el propio Francisco I escribió una carta a Urbieta agradeciéndole su comportamiento durante la captura y el haberle permitido salvar la vida.

## Heráldica
Su escudo representa un campo verde junto a un río, un medio caballo blanco en cuyo pecho hay una flor de lis con corona, y la rienda caída al suelo, más un brazo armado con su estoque alzado. La significación de este emblema no es dudosa. El campo verde es el sitio donde ocurrió la prisión, el río representado es el Tesino, el medio caballo con la rienda caída, el que montaba el rey Francisco y cayó, la flor de lis y corona las armas de este monarca, el brazo armado alzado es Urbieta, que le rindió.

## Últimos días
Murió el 22 de agosto de 1553 en su Hernani natal y fue enterrado al pie del presbiterio de la iglesia parroquial de San Juan Bautista, según él mismo dispuso en su testamento. Siglos más tarde sus restos fueron profanados por las tropas de Napoleon durante la Guerra de la Independencia. Llevan su nombre la principal calle de su ciudad natal, así como una céntrica avenida en San Sebastián (desde 1866), una calle de Bilbao y una calle del distrito de Retiro, en Madrid.